# Meleoma signoretii
Meleoma signoretii is een insect uit de familie van de gaasvliegen (Chrysopidae), die tot de orde netvleugeligen (Neuroptera) behoort. 
Meleoma signoretii is voor het eerst wetenschappelijk beschreven door Fitch in 1855.